# Julien Gautier
Pour les articles homonymes, voir Gautier.
Ne doit pas être confondu avec Julie Gautier, Julien Gaulthier, Julien Gaultier de Rontaunay ou Julien Gauthier.
Julien Gautier, né le 13 février 1897 à Saint-Ouen-les-Vignes (Indre-et-Loire) et mort le 8 juin 1976 à Biarritz (Pyrénées-Atlantiques), est un homme politique français.

## Biographie
Il est élu au Conseil de la République.